# Jan Six (Kunsthistoriker)

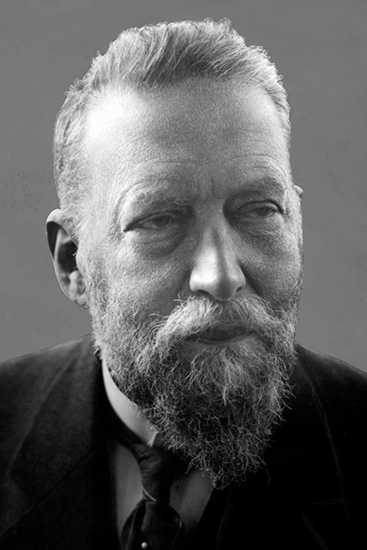
Jan Six

Jan Six van Hillegom (* 1857 in Amsterdam; † 8. Dezember 1926 ebenda) war ein niederländischer Kunsthistoriker und Klassischer Archäologe.
Jan Six aus dem niederländischen Adels- und Patriziergeschlecht der Six van Hillegom studierte an der Universität Amsterdam Klassische Philologie sowie bei Reinhard Kekulé von Stradonitz an der Universität Bonn Klassische Archäologie. In den 1880er Jahren weilte er mehrfach in Rom und war dort Teil des Umfeldes des Archäologischen Instituts des Deutschen Reiches. 1890 wurde er Professor für Kunstgeschichte an der Rijksakademie van beeldende kunsten in Amsterdam. 1896 wechselte er als Nachfolger Allard Piersons als außerordentlicher Professor an die Amsterdamer Universität und wurde dort 1918 ordentlicher Professor für Ästhetik und Kunstgeschichte. Er erweiterte die von Allard Pierson begonnene Sammlung um viele Stücke seiner eigenen Sammlung antiker Kleinkunst und von Büchern, die mehrere Jahre nach seinem Tod von Jan Lodewijk Pierson zum Allard Pierson Museum wurde. 
Six forschte vorrangig zur niederländischen Kunst – einer seiner gleichnamigen Vorfahren wurde von Rembrandt van Rijn gemalt – sowie zur Kunst der Antike. Nach Six wurde die Six-Technik der griechischen Vasenmalerei benannt.
Seit 1906 war er Mitglied der Königlich Niederländischen Akademie der Wissenschaften.